# Utikuma Lake
Der Utikuma Lake ist ein See im zentralen Norden der kanadischen Provinz Alberta.

## Lage
Der Utikuma Lake liegt 30 km nördlich des Kleinen Sklavensees. Der See liegt auf einer Höhe von 648 m und hat eine Fläche von 291,6 km². Seine maximale Wassertiefe beträgt 5,5 m, die mittlere Wassertiefe liegt bei 1,7 m. Der Abfluss des Utikuma Lake wird reguliert. Der Utikuma River verlässt den See am Nordufer und fließt über den Muskwa River dem Wabasca River zu. Am Ostufer verläuft der Alberta Highway 88, am Westufer der Alberta Highway 750.  

## Seefauna
Im Utikuma Lake werden folgende Fischarten gefangen: Hecht, Heringsmaräne, Glasaugenbarsch und Amerikanischer Flussbarsch.